# Tony Martin
Tony Martin (n. 23 aprilie 1985, Cottbus, RDG) este un ciclist de performanță ce a reprezentat Germania, medaliat olimpic. A participat la 2 ediții ale Jocurilor Olimpice (2012, 2016) în care a câștigat o medalie de argint.